# Melba gibbula
Melba gibbula är en skalbaggsart som först beskrevs av Edmund Reitter 1883.  Melba gibbula ingår i släktet Melba och familjen kortvingar. Inga underarter finns listade i Catalogue of Life.